# Symfonie nr. 4, opus 112 (Prokofjev)
Sergej Prokofjev componeerde zijn symfonie nr. 4 in C majeur, opus 112 in 1930.
Deze symfonie werd geschreven toen hij ook bezig was aan muziek voor het ballet The prodigal son. Muziek die op de planken dreigde te geraken werden in deze symfonie ingepast. Tijdens de première in 1930 was het niet zo'n succes als Prokofjev had gehoopt.
 
Na zijn terugkomst uit Frankrijk rond 1948 ging de componist bekijken of eerder geschreven composities verbeterd konden worden. Daarin paste ook zijn 4e symfonie; hijzelf, maar ook publiek hadden opmerkingen op deze symfonie. Toen de componist klaar was, bleek het dat hij zoveel aan zijn oude 4e symfonie had gesleuteld, dat hij er nieuwe opusnummer aan toekende: 112. Schertsend noemde hij het destijds ook wel zijn symfonie nr. 7 (later zou hij nog een 7e symfonie componeren). Hij paste in de bewerking van zijn 4e de kennis toe die hij met zijn symfonie nr. 5 en 6 had opgedaan; de orkestratie klinkt rijker, maar ook scherper door toepassing van een piccoloklarinet.
De compositie bestaat uit vier delen:
1. Andante- allegro eroico - allegretto;
2. Andante tranquillo;
3. Moderato, quasi allegretto;
4. Allegro risoluto.

De symfonie duurt ongeveer 37 minuten. 
In 1950 was de symfonie voor het eerst te beluisteren, en wel op de BBC-radio onder leiding van Adrian Boult. Op 5 januari 1957 vond de Moskouse première plaats onder leiding van Gennady Rozhdestvensky. In september van dat jaar werd de 'westerse' première gedirigeerd door Eugene Ormandy.

## Vergelijking
Dmitri Sjostakovitsj sprak over Prokofjev als kil. In tijd valt deze 4e symfonie in de periode tussen de negende en tiende symfonie van Sjostakovitsj. Vergeleken met die symfonieën klinkt deze symfonie wel minder emotioneel en wat speelser, dat laatste is terug te voeren op zijn "Franse periode". Maar andersom kan ook gezegd worden dat ze feitelijk in hetzelfde schuitje zaten en dat Prokovjef het pathos van Sjostakovitsj achterwege liet. Met name deel vier van deze symfonie zou bij grotere orkestratie passen in de oeuvre van Sjostakovitsj.